# 太极拳
太極拳是中國傳統武術，與形意拳和八卦掌並稱中國三大内家拳。太極拳講究中定、放鬆、心静、慢練及九曲珠，和外家拳明顯不一樣。
据中国國家體委科研課題考证，太極拳創始者是元明之交13世纪的武當道士张三丰。吳圖南《太極拳之研究》中也考證了张三丰对太極拳的贡献。  
2007年3月中国民间文艺家协会認定河南省焦作市温县陈家沟为中国太极拳发源地，2007年8月，国家武术部门在对社会上多种说法进行进一步的详细考察、论证后，認定温县陈家沟为“中国武术太极拳发源地”。
2020年12月17日，由中国申报的太极拳列入联合国教科文组织人类非物质文化遗产代表作名录。

## 歷史、演變與沿革
太極拳一名在明末的蒋发已经开始使用。
杨露禅赴陈家沟师从陈长兴，后去北京教授拳术，後因王宗岳太極拳論出土而定名太極拳，民國後因和民國時期陳發科先生所演示的拳術差異太大而稱杨氏太极拳，为太极拳的推广做出了巨大的贡献。

## 太极拳起源
太极拳起初并不叫“太极拳”，而是被称作“十三势”， 太极拳名称的由来被公认始于王宗岳的《太极拳论》。
太极拳始自宋张三丰， 但近代太极拳源流之最早记载, 见于武禹襄之甥李亦畲1867年的《太极拳小序》：“太极拳始自宋张三丰，其精微巧妙，王宗岳论详且尽矣。后传至河南陈家沟陈姓，神而明者，代不数人。我郡南关杨某，爱而往学焉。专心致志，十有余年，备极精巧。旋里后，市诸同好，母舅武禹襄见而好之，常与比较，伊不肯轻以授人。仅能得其大概。素闻豫省怀庆府赵堡镇，有陈姓名清平者，精于是技，逾年，母舅因公赴豫省，过而访焉。研究月余，而精妙始得，神乎技矣。……”。 近代太极拳源流是由王宗岳传蒋发，而连续继承下来的。蒋发传给温县陈家沟的陈长兴及赵堡镇的邢喜怀，陈长兴传杨露禅，此后发展为陈、杨、吴、武、李、孙、和式及国家套路等太极流派。
很多陈氏太极拳的传人认为是陳皇廷（或作陳王廷）为陈氏太极拳之祖。
有一說為當時陳家溝有兩種拳術，一為不可傳外姓的陳氏祖傳拳術，另一則是據說從王宗岳傳蔣發後傳入陳家溝的拳術，故以當時不傳外姓，楊露禪和之後武禹襄到陳家溝學的是從外傳入陳家溝的拳術。
太极拳名称由来还有一种说法，光绪皇帝的帝师翁同龢见过杨露禅比武说：「杨进退闪躲神速，虚实莫测，身似猿猴，手如运球，或太极之浑圆一体也。」还送一幅对联给杨露禅：“手捧太极镇寰宇，胸怀绝技压群雄。”因此太极拳之名不胫而走。
在民國初年，楊家太極楊澄甫（楊露禪之孫）所著《太極拳體用全書》（1934年2月初出版），在自序中說：“先大父更詔之日，太極拳創自宋末張三丰，傳之者，為王宗岳、陳州同、張松溪、蔣發諸人相承不絕。陳長興師，乃蔣發惟一之弟子。”
中國武術的早期發展多半缺乏文字記載，僅能靠師徒口耳相傳。而古時的武林人士現和今的武術界大多十分重視武德，並首重「尊師重道」，絕不可「欺師滅祖」，故於傳承武藝時，必先向弟子說明其師承之源流，代代相傳，即使日後另立門戶/門派，亦不可忘本 (祖師源流)。
楊家太極拳繼而再發展出其他各個太極拳門派。現今廣為流傳的部份太極拳門派，如楊家、吳家、李家等均始于陈长兴传杨露禅，此后发展为陈、杨、吴、武、李、孙、和式及国家套路等太极流派。
現今「香港楊式太極拳總會」網頁的「太極源流」中的「宗師受業」一段說明了楊家太極拳之傳承源自武當張三丰 。根据张三丰的记载考证，无论是宋代张三丰或元代张三丰（或张三峰）均于太极拳无关，其人与太极拳的关系尚只是一种传说。据中国武术协会根据可考证史料记载认定，陈家沟为中国太极拳发源地，并列入世界非物质遗产。

## 起源考据
有關太極拳的起源與始創人，最早的說法為太极大师李亦畲1867年的《太极拳小序》，认为是張三丰。 许多太极拳的源流研究的结果也认为張三丰是始創人。如明朝文人李以恒寫的《淮城夜話》中敘述:「張玄素，遼東懿州人，生於元初，乳名全一。元初入學，取名通。才智超群，博學經史，過目不忘。入仕，淡功名，喜清閒林下。先生身材高大，龜形鶴骨，大耳方頤，青髯如戟。初拜碧落宮白雲長老為師，悟修身之道。後遇全真道士邱處機，傳吐納而悟。辭家遠遊，學道於火龍真人，得延年術。後至寶雞金台山，精研道學，號三豐道人。道成遊天下，至武當，結蓬於玉虛台，精研太極，創武學，自成一家。以陰柔陽剛、剛柔兩儀四象而創太極三功，即內丹太極劍三百八十四招，太極兩儀拳三百八十四拳，陰陽太極掌。」

但據民初唐豪考據，現代流行之太極拳應是由陳王廷所創的「陳家溝拳術」五路中長拳一百零八勢衍演出來的諸多分枝。據《陳氏拳械譜》陳王廷所造拳套有五路；長拳十三勢頭路，長拳一百零八勢一路、炮捶一路、紅拳一路。也有「金剛十八拿法」等「散手」和「短打」。
后自唐豪考据后起，始有分歧，分裂出各种太极拳创始人的说法，唐豪在晚年承认其考证有失正确，颇有错漏，但为时已晚，有人认为无任何可信史料查据知太极拳与张三丰的关系，甚至张三丰其人其事都流于传言。太极拳源于张三丰的说法，确为小说家和好事者作为“传奇”大肆渲染，信口开河。但武当太极拳拳路流传甚广，武当早有传承，且杨氏太极传人杨澄甫的书中认为太极拳传自张三丰。 武當山有奉祀张三丰廟殿。武學的公開討論與解密以文革後最烈。

### 唐豪考據
唐豪三下陈家沟考察，发现《陈氏家乘》陈王廷“长短句”中有“闷来时造拳”句和《陈氏家谱》陈王廷的“旁注”（第26个旁注的最后一个旁注）中有“陈氏拳手刀枪创造之人也”。于是断定太极拳为陈王廷所创。（唐豪并未到武当山考察）顾留馨编入了《中国大百科全书——体育卷》“太极拳”条第记“太极拳最早传习于河南温县陈家沟陈姓家族中，陈氏太极拳的创编人是卓有创见的武术家陈王廷”。沈家桢、顾留馨合著《太极拳术》简介中有“陈式太极拳是古老的拳种，其他流派的太极拳（如杨、吴、武、孙）都是在陈式太极拳的基础上发展创新的。”另方面，根據古代戚繼光《紀效新書》的記錄，裡面的拳勢與太極拳極其吻合，可以推斷太極拳與明代軍隊戰技，必然有一定的關係。如此論斷尚有爭議。

### 民初歷史
當代太極拳考據說法約可分為兩類，一是顧留馨的《太極拳研究》，一是吳圖南的《太極拳之研究》。
(1)顧留馨的《太極拳研究》，力主太極拳乃明末清初河南陳家溝的陳王廷所創。
(2)吳圖南的《太極拳之研究》，認為有關太極拳的「記載」可推至魏晉南北朝時期的程靈洗，至張三丰而大成，且有拳路流傳系統為證。

### 近代之研究
由武漢體育學院武術系主任、教授、著名武術家江百龍先生領導、組織的課題科研組，對國家體委委管課題研究項目《武當拳派源流、拳系及內容研究》，歷時三年的研究，於1992年8月1日，在武當山紫霄飯店宣講論文進行鑒定。 參加鑒定的是由國家體委組織的二十餘名全國武術界著名的專家、學者、教授、武術大師，對該課題的《武當拳派祖師張三丰之生平》、《武當拳派之淵源》、《武當拳派之理論基礎》、《武當拳派之技擊內容》，進行了認真鑒定，一致認為：張三丰確有其人，武當山確有其拳，武當拳派是與少林拳派齊名的中國內家拳。這次對武當拳派的高層次高水準的研究，出了專著《武當拳之研究》，併在國家體委獲獎。
國家體委科研課題《武當拳派源流、拳系及內容研究》工作，編撰《武當拳之研究》，發表《武當拳探源》、《武當拳與道教理論的聯繫》等多篇武當武術論文，彙集了當前贊同“張三丰的太極拳祖師地位”的武術學者有關“武當武術”和“張三丰”研究的主要觀點，透視出了這些學者的研究方向和學術層面。

## 套路架式
主要流行套路有陳式和杨氏。陈氏太極习练难度较大，套路中有发力的动作，並有易經太极拳理專註。 杨式太極流传最广的杨澄甫傳下来的杨式太極拳，由基礎健身護體向上堆疊功力、可隨個人喜好循階而上，盡性立命為宗旨。

### 基本十三勢
- 太極十三勢：掤、履[17]、擠、按，採、挒、肘、靠，進、退、顧、盼、定。包括，
  - 四正：掤、履、擠、按。
  - 四隅：採、挒、肘、靠。
  - 五步：進、退、顧、盼、定。

### 常見招式
太极拳的常見招式：
- 起式
- 攬雀尾
- 單鞭
- 提手上式
- 白鶴亮翅
- 摟膝拗步
- 手揮琵琶
- 搬攔捶
- 如封似閉
- 十字手
- 抱虎歸山
- 斜單鞭
- 肘底捶
- 倒攆猴
- 雲手
- 單鞭下式
- 金雞獨立
- 分腳
- 蹬腳
- 栽捶
- 玉女穿梭
- 上步七星
- 退步跨虎
- 轉身擺蓮
- 彎弓射虎
- 野馬分鬃

### 練習與實戰
原道教太極功夫自衛為主，後發制人，借力打力。慢﹑圓﹑柔之中內含「氣」﹑「勁」。柔中帶剛。
太極功以鬆功主導一切，整劲貫串發化，旁觀者描述只及外觀及該人個人太極層級。

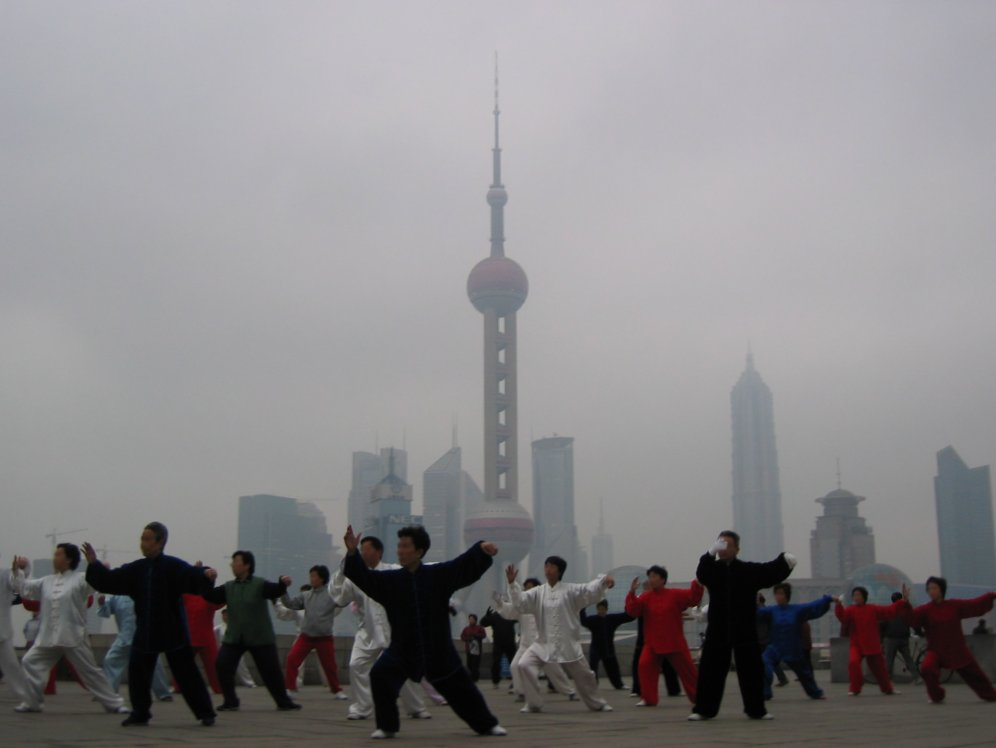
上海廣場前大家在學習簡化太極拳

太極拳行拳练功時講究鬆沉圓活，勢勢存心揆用意， 意氣君來骨肉臣（见太极拳#太極拳基本训练经典文献）。 用於實戰如何展現特點，主要後發制人，注重觀察瞭解對手（聽勁），通過引導而不是抵抗對手的發力，和改變佔位來使對手的進攻落空，同時讓對手暴露弱點，然後自身蓄力和發力進行反擊。
聽勁的基礎建立在掤勁上，沒有掤勁，聽勁很難聽得明；若掤勁夠強，則聽勁會十分明顯。
太極功以鬆體感自然，掤勁旨在中定。

### 傳統太極拳的主要流派
歷史上各大派之太極拳，依據其練習的需要。本身的套路種類就極為多樣化，例如陳氏太極拳便有了老架、新架等等。由於再傳的後人的發揚，在原有拳架長年的實踐的基礎上，終必有了自己的看法，而形成的「支派」，在太極拳界也極為普遍。
太极拳主要流派：陈式太极拳、杨式太极拳、吴式太极拳、武式太极拳、孙氏太极拳、李式太极拳、和式太極拳等。

#### 陳氏太極拳
有老架、小架、新架等

#### 楊氏太極拳
由清朝武術家楊露禪创立。
楊露禪傳子>楊建侯傳子>杨澄甫， 鄭子太極（杨澄甫傳>鄭曼青） ，鄭曼青傳>黃性賢， 顧式（顧汝章）{楊露禪傳子建侯傳>李景林傳>顧汝章}，
吳圖南式太極拳（楊少候小架）、王蘭亭太極拳(王蘭亭)、王氏太極（王壯弘）、董式太極（董英傑）、田式（田兆麟）、熊式（熊養和）、府內派、老六路

#### 吳氏太極拳
鄭式（鄭天熊）、常式（常遠亭）、吳圖南式（大架）由吳圖南太極拳大架经莫斐（吴图南上世纪30年代弟子传给其子莫韫龙）演變莫式太极拳（莫韞龍太极拳）及南國古典太極拳[吳式太極南國門古典太極拳]

#### 武氏太極拳
郝式〔郝和（郝為真）〕

#### 孫氏太極拳
傅式（傅振嵩）、沙式（沙國政）

#### 和式太極拳
因地域关系，又被称赵堡太极拳，代理架（和兆元）、忽雷架（李景延），腾挪架（李作智），领落架（代理架前身）

## 流傳、簡化普及推廣、體育競賽化
從五十年代起，中國開展「發展体育運動，增強人民体質」的群眾性體育活動，把太極拳當作為一個健身項目。1957年，國家体委編出了24式簡化太極拳。到1959年，國家体委又編出了88式太極拳。從1985年始，中國辦了多屆全國太極拳專項比賽。
- 第一屆：1985年，哈爾濱
- 第二屆：1986年，太原
- 第三屆：1987年，孝感
- 第四屆：1988年，桂林

國家體委為了進一步推動太極拳運動，下決心編太極拳竞賽套路。從9月初開始工作，由張山主持(領導)，参加編寫工作的主要人員有張文廣(楊式)、闞桂香(陳式)、門惠豐(孫式、吳式)、李秉慈(吳式)、計月娥(工作人員)。
太極拳體育競賽化，比賽的套路有繁有簡，分各門派再分24式、48式、66式等等。
審定者是徐才、李天驥、張繼修、蔡龍雲、李德印等人。

### 新編套路發展
所謂新派太極是中國國家體委武術研究院以楊式風格為主，並吸收了陳、吳、武、孫多家太極的特點，自1957年以來先後創編的多套新編太極套路。
国家套路主要有：八式、十六式、二十四式、三十二式、四十二式、四十八式、八十八式太极拳。
另外，针对不同的门派，又创编了杨氏四十式、陈氏五十六式、吴式四十五式、孙氏七十三式和武式四十六式太极拳。
坊間多稱「國家體委套路」、「國家套路」、「新編套路」、「簡化套路」、「競賽套路」或「新派太極」。
國家體委此舉主要有以下原因：
1. 去除傳統套路以門派、家族為本之色彩
2. 減低傳統太極的技擊色彩，破坏传统文化
3. 簡化以利普及、推廣
4. 規範全民武術，以便建立教材、建立國際武術競賽制度，以及建立武術鍛鍊的等級制度（段位制），便于牟利

由於國家在套路中沒有特别强调，需要按照经典太極理论（见太极拳#太極拳基本训练经典文献）“勢勢存心揆用意”及“若言體用何為準? 意氣君來骨肉臣”的要点来练习， 普遍被傳統太極習練者視為「太極操」而非「太極拳」。當今各地常常表演的「太極」大多以此為根據。  
其实，按照國家套路，只要训练时按照经典太極理论的“勢勢存心揆用意”及“若言體用何為準? 意氣君來骨肉臣”的要点来练习，是可以练出太極拳功夫的。

### 太極拳與日本
日本習慣把各種技藝系統化。由碁（圍棋）、柔道、劍道到武術太極拳 也明確分段/級。考核後有証書。現時日本武術太極拳分五級三段，最高為三段。即五級、四級、三級、二級、一級、初段、二段、三段。日本武術太極拳24式太極拳須經筆試和實演。指導員、講師、審判也分級。
| 高下    | 段/級 | 受験資格                      | 試験内容                                                                |
| ------- | ----- | ----------------------------- | ----------------------------------------------------------------------- |
| 高      | 三段  | 修習最少7年以上已取得2段者    | 套路試:24式太極拳前半+ 太極拳推手基礎套路 經由中央講師3名以上審査。     |
| .       | 二段  | 修習最少5年以上已取得初段者   | 套路試:24式太極拳・32式太極剣                                           |
| .       | 初段  | 修習最少3年以上已取得1級者    | 套路試:24式太極拳+ 筆試 經由5名B級指導員以上審査。                      |
| .       | 一級  | 修習最少2年以上已取得2級者    | 套路試:24式太極拳+ 筆試 經由１名B級指導員以上、加2名C級指導員以上審査。 |
| .       | 二級  | 修習最少18個月以上已取得3級者 | 套路試:24式太極拳後半                                                   |
| .       | 三級  | 修習最少12個月以上已取得4級者 | 套路試:24式太極拳前半                                                   |
| .       | 四級  | 修習最少6個月以上已取得5級者  | 套路試:初級太極拳                                                       |
| 低/入門 | 五級  | 修習最少３個月以上            | 套路試:入門太極拳                                                       |

（另長拳分六级）

### 扬名
太極拳可以揚名，主要是由清代的武學家楊露禪先生開始。由於各種因素條件成熟，他的傳奇故事得以廣泛流傳，因而造就了太極拳之名氣。
由於楊露禪學得了陳長興的拳法，楊將這套拳法帶進了京城（北京），從此這套拳術發揚光大。
楊露禪未入北京之前，於家鄉永年授拳時鄉人稱其為綿拳，而從武禹襄帶出來的王宗岳太極拳論公開之後，太極拳之名才開現。後來武汝清（武禹襄二哥-刑部四川司員外郎）介紹楊露禪到北京城「小府張家」教拳。後又受聘於王府。太極拳的成名，除了楊家父子的名聲，更有賴於後輩多為北京政要有關。
據說當時的京城武術代表人物們一一向其挑戰，居然盡皆敗北，故技驚群雄，北京武術界尊稱其為「楊無敵」。

## 對健康之好處
一些大众媒体报导，柔軟運動可以鬆弛緊張和焦慮的心理。長期練習活動比較慢的太極拳操，對老年人平衡控制，動作靈活性和心肺功能皆有幫助。
一篇发表于2010年的系统性综述综合一些过去的研究，认为太极拳也许确实有益于老人跌倒的预防，对老人整体健康水平也有一定提升，但很难证明太极拳对糖尿病、癌症等疾病能有治疗作用
另外太極拳還可以減輕年輕人注意力缺陷多動障礙（多動症）患者。太極拳的舒緩動作所燃燒的熱量甚至超過衝浪、接近滑雪。太極拳提高免疫系統方面的功能十分顯著，一直表現發病率降低焦慮、抑鬱、情緒不安整體。一項試驗研究已發新證據顯示，太極拳及相關氣功有助於減輕糖尿病。 
最新研究證明，太極拳的練習可以增強免疫系統，對老年人抵抗帶狀皰疹有幫助。
惟少部分群体在热身不足或姿势不正确下，易发生膝盖疼痛，需额外注意。
由於太極拳能夠改善平衡能力，所以在包括中風、帕金森氏症患者與老年人常見的跌倒預防都能有顯著的改善，而成為復健的替代療法。

## 艺术创作

### 電影
- 《太極拳》1974年、演員：陳沃夫、施思、韋弘
- 《笑太極》1984年、演員：甄子丹、沈殿霞
- 《太極拳》1985年、演員：李海燕、郭良
- 《神丐》1987年、演員：王群、阿玲 長春電影製片厰
- 《推手》1991年、演員：郎雄、王萊
- 《太極張三丰》1993年、演員：李連杰、楊紫瓊
- 《太極拳》1996年、演員：吳京、胡慧中、鍾麗緹、鄭浩南
- 《少林足球》2001年，周星馳执导、楊國輝监制、演員：周星馳、吳孟達、趙薇。
- 《太极1从零开始》2012年，冯德伦执导、陈国富监制、洪金宝担任动作指导的喜剧动作片。
- 《太极2英雄崛起》2012年，冯德伦执导、陈国富监制、洪金宝担任动作指导的喜剧动作片。
- 《功守道》2017年，文章执导，李连杰监制，洪金宝、袁和平、程小东担任动作导演。马云、甄子丹、吴京、邹市明、托尼·贾、朝青龙、向佐、李连杰、刘承羽主演的动作微电影。

### 電視
- 《太極張三丰》、《遊俠張三丰》1980年，演員：萬梓良、米雪
- 《太極宗師》1997年，演員：吳京、樊亦敏、惠英紅

楊氏太極拳開創者楊露禪拜陳長興為師，據此發展出「楊露禪偷拳」的故事，《太極宗師》也是描寫楊露禪學拳的經過。
- 《中華大丈夫》1998年，演員：趙文卓、李賽鳳、劉家輝、倉田保昭
- 少年張三丰，2005年，張衛健主演。
- 《太極》2008年，演員：趙文卓（巫馬）、 林峰（段曉星）、吳美珩（桑青）、李詩韻（言翠翹）、胡杏兒（言子規）、馬國明（米豐年）。
- 《淑女飄飄拳》2019年, 演員：畢雯珺 (衛楚)、孫千 (風飄飄)、賈征宇 (白海洋)、丁澤仁 (陈冰)、王芊雯 (杨凝雪)、張馨月 (萧笑)。

### 文學作品
金庸《倚天屠龍記》中有張三丰指導示範太極拳給被癱瘓多年的三弟子俞岱岩使之記住，而後又親自教導張無忌使用此拳路與太極劍。